# قسيم معيني
القسيم المُعَيَّنيّ (بالإنجليزية: Rhombomere)‏ هو جزءٌ منقسمٌ بشكلٍ عابرٍ من الأنبوبة العصبية النامية في جنين الفقاريات، ويكون في منطقة الدماغ الخلفي حيثُ يُصبح في نهاية المطاف الدماغ المؤخر (الدماغ الخلفي المعيني). تظهر القسيمات المُعينية كسلسلةٍ من الانتفاخات الضيقة قليلاً في الأنبوب العصبي، وتكون ذنبية بالنسبة للثنية الرأسية. أثناء تطور الجنين البشري تظهر القسيمات المعينية في اليوم 29.